# Fardhems kyrka
Fardhems kyrka är en kyrkobyggnad på Gotland som tillhör Fardhems församling i Visby stift. Kyrkan är synlig söderifrån över slätten. Enligt Gutasagan är kyrkan den "tredje i landet" och skall då vara en av de första kyrkorna på Gotland. Troligen avses en äldre träkyrka som föregick nuvarande kyrkobyggnad.

## Kyrkobyggnaden
Den nuvarande murade kyrkan är en välbevarad romansk anläggning och består av absidkor med sakristia i norr, bredare och högre långhus och ett torn med hög tornspira i väster. Ingångar finns i långhuset och koret i söder och på tornets västfasad. Kyrkan är uppförd av kalksten som i långhuset och absidkoret har huggits till fina kvaderstenar. Absidkoret uppfördes vid 1100-talets slut, långhuset omkring år 1200 och tornet under 1200-talets andra fjärdedel. Sakristian uppfördes 1871 - 1872, varvid en äldre sakristia på samma plats revs. Av kyrkans romanska portaler är korportalen märkligast, med sina svårtolkade reliefer. Absiden pryds av lisener, långhuset av en rundbågsfris under takfoten. Ett litet romanskt fönster finns i korets sydfasad, övriga fönster upptogs på 1850, några av dessa igensattes vid en restaurering 1951 - 1952. Tornets stora kolonnettförsedda ljudgluggar har sparsmakad tegeldekor. Interiören är mycket enkel. Långhuset täcks av ett plant trätak, koret av ett murat tunnvalv med ornamental kalkmålning från 1719 och tornet av ett kryssvalv.

## Inventarier
- Foten är bevarad från en dopfunt från 1100-talet. Nuvarande dopfunt är huggen i Burgsvik vid slutet av 1600-talet.
- Predikstolen tillverkades på 1720-talet och bär kung Fredrik I:s namnchiffer.
- Altarkrucifixet av trä tillverkades vid restaureringen 1951 - 1952 och är en kopia av ett träkrucifix i Träkumla kyrka.

## Orgel
- Orgeln byggdes 1899 av Åkerman & Lund Orgelbyggeri. Orgeln är mekanisk och renoverades 1993 av Tomas Svenske AB.

| Manual            | Pedal   | Koppel     |
| Principal 8’      | Bihängd | Man/Ped    |
| Rörfleut 8’       |         | Man 4'/Man |
| Salicional 8’     |         |            |
| Octava 4'         |         |            |
| Crescendosvällare |         |            |

## Bildgalleri

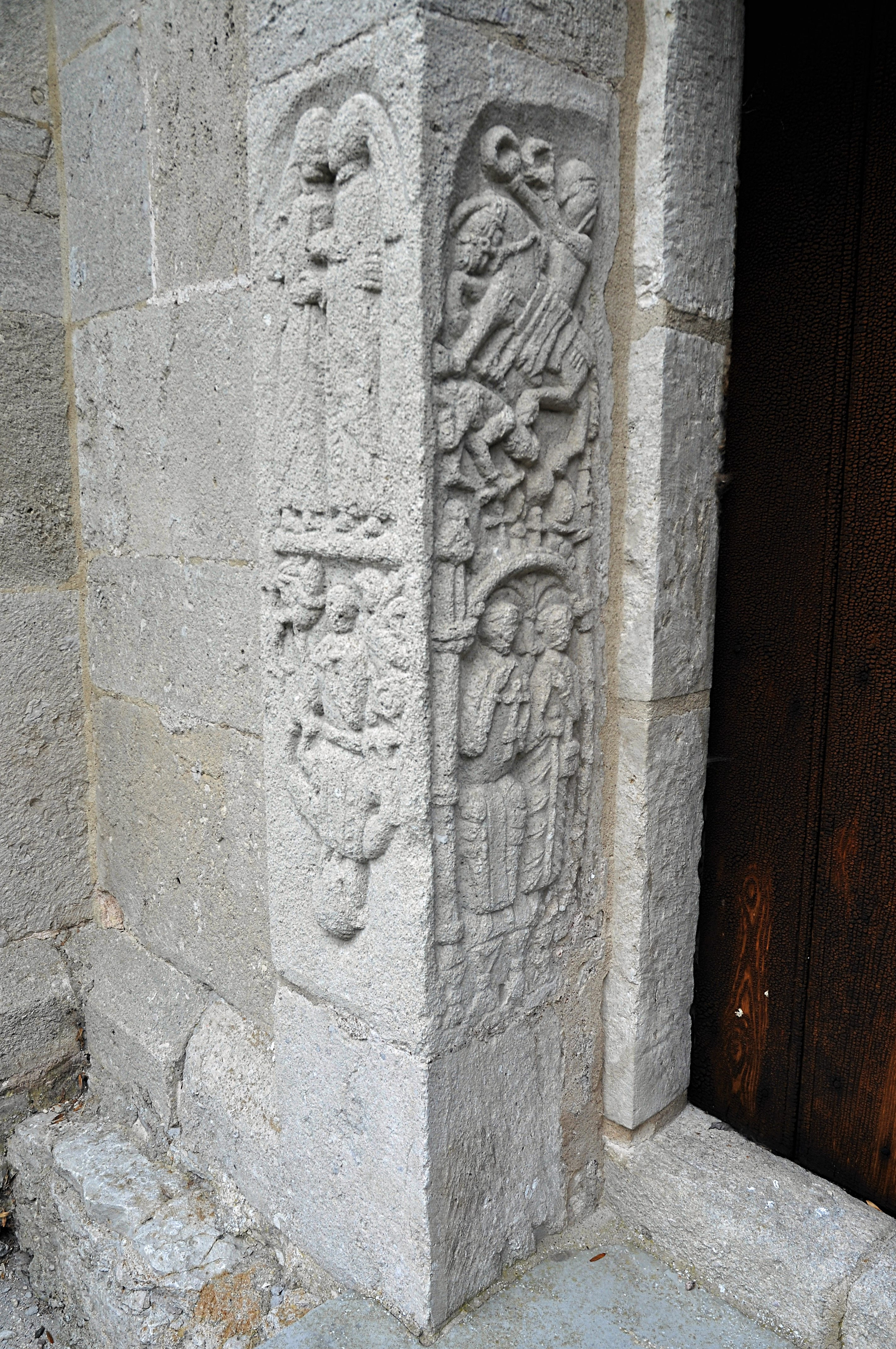
Romansk portal
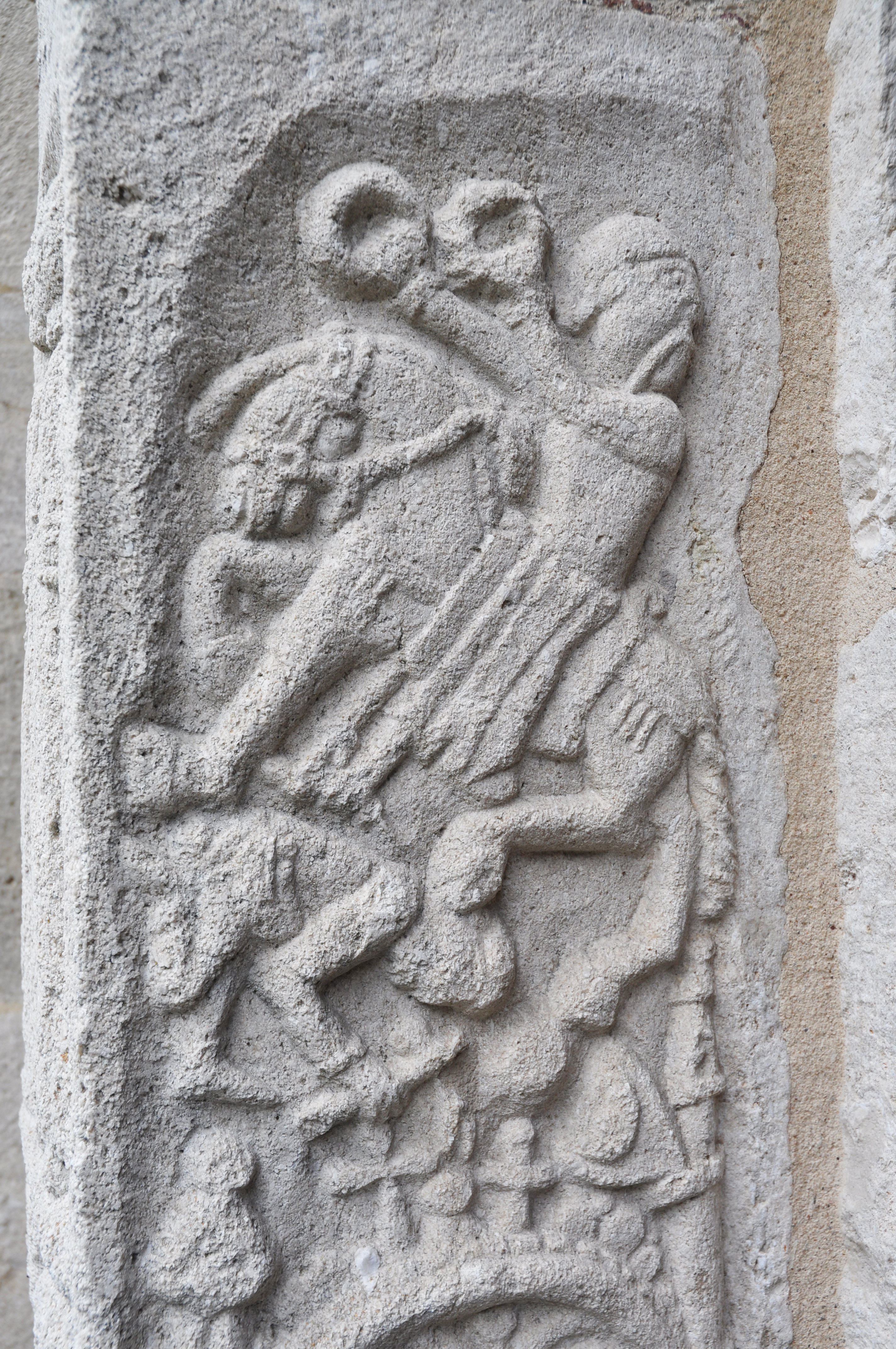
Detalj i portalen
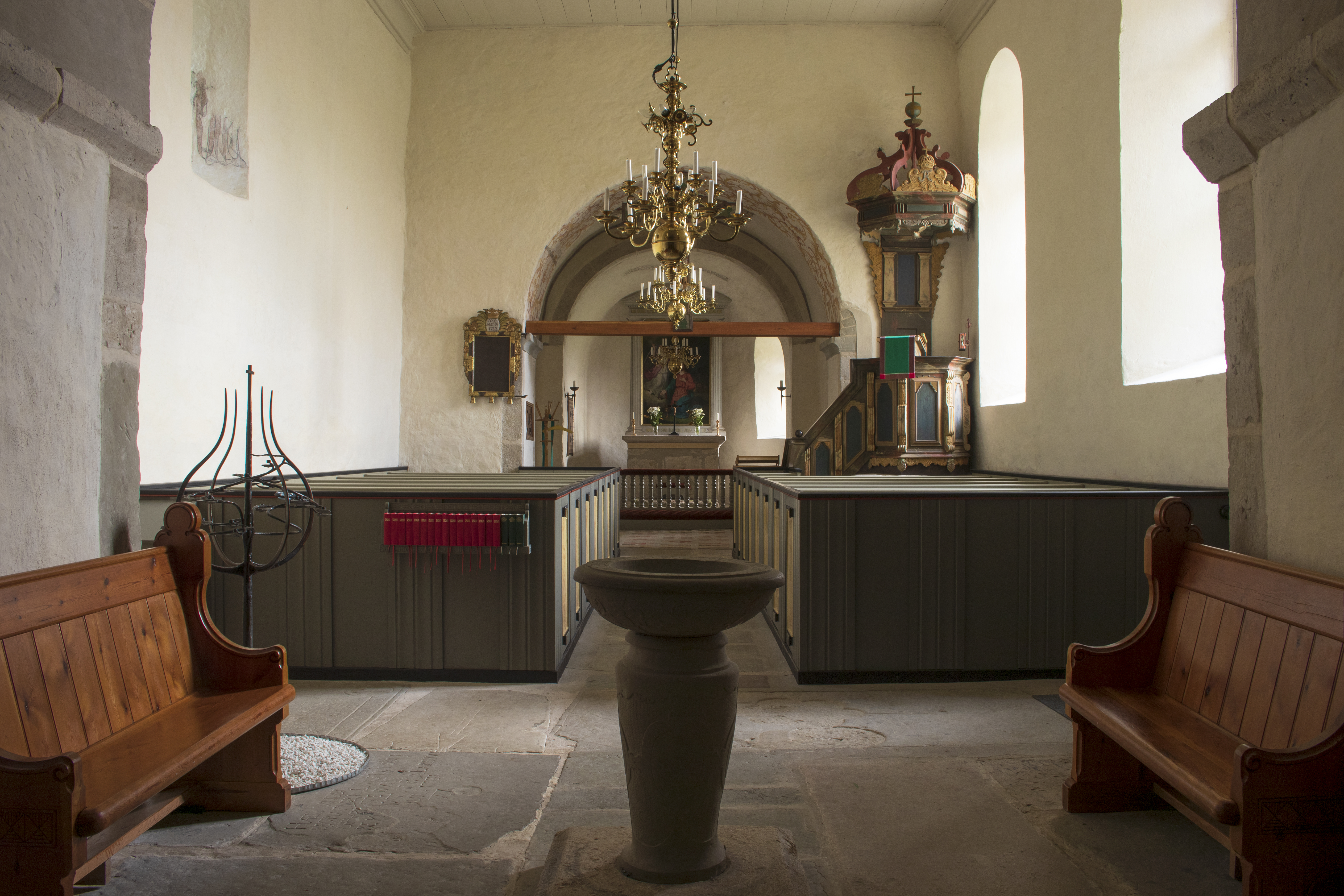
Interiör
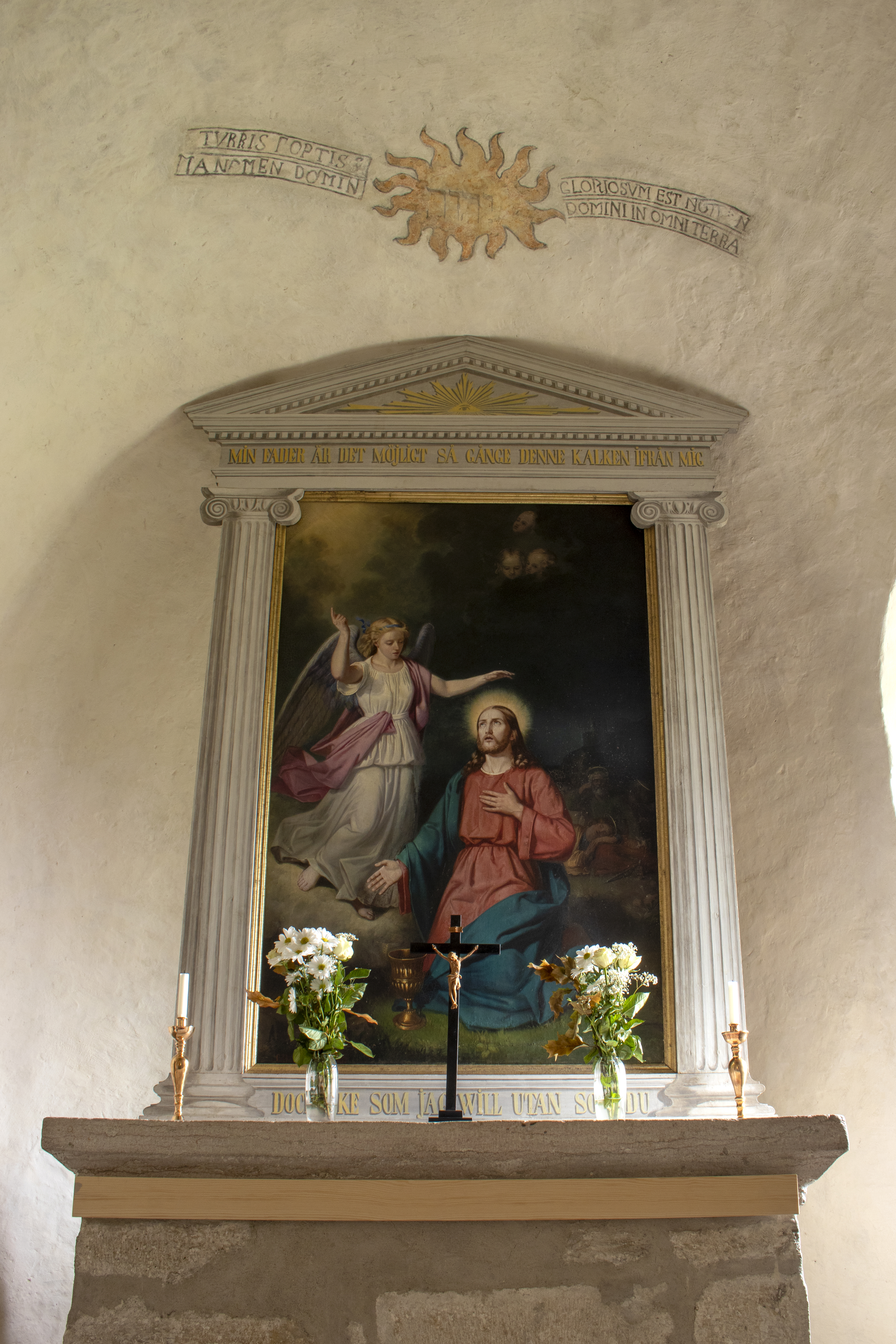
Altartavlan
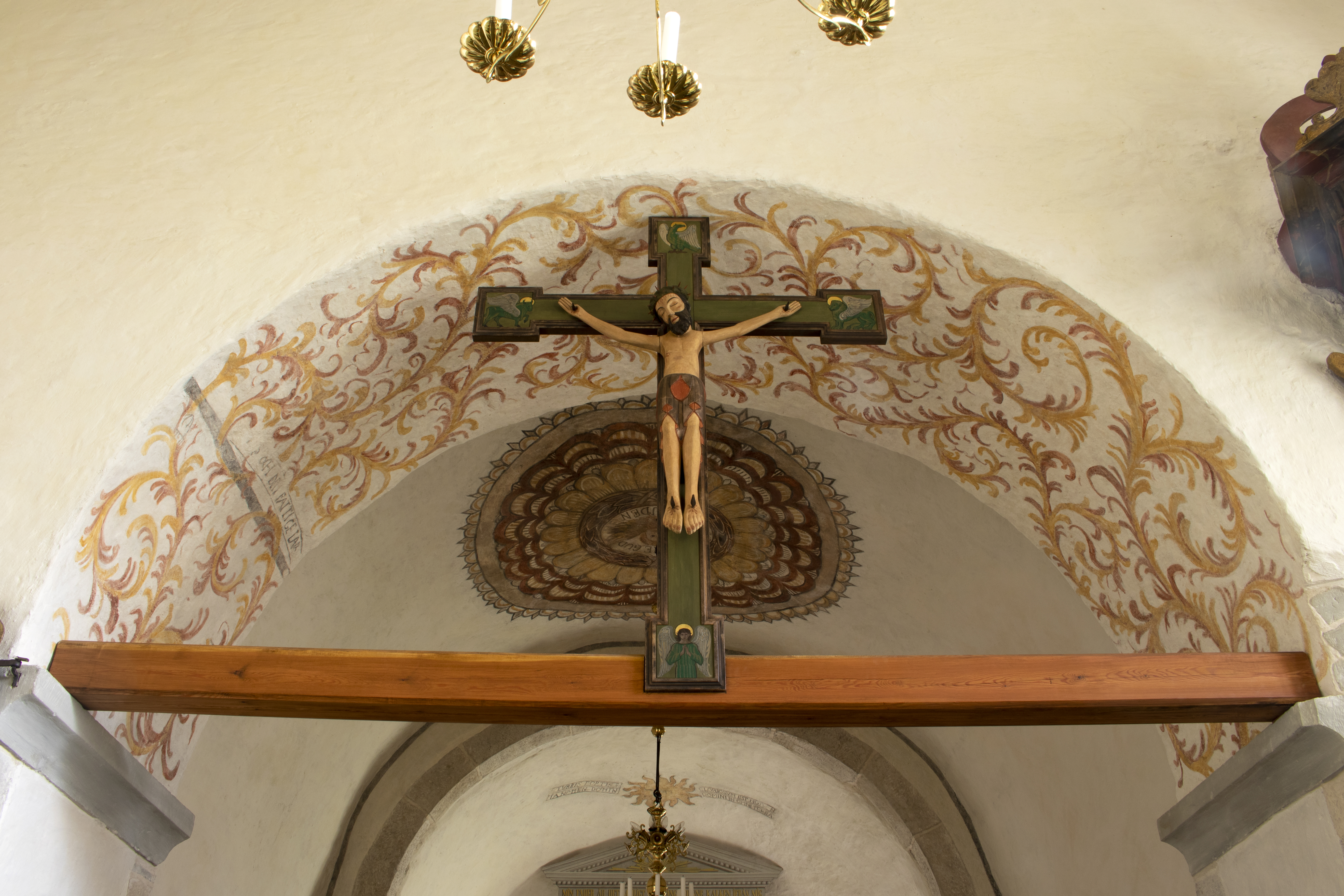
Triumfkrucifix
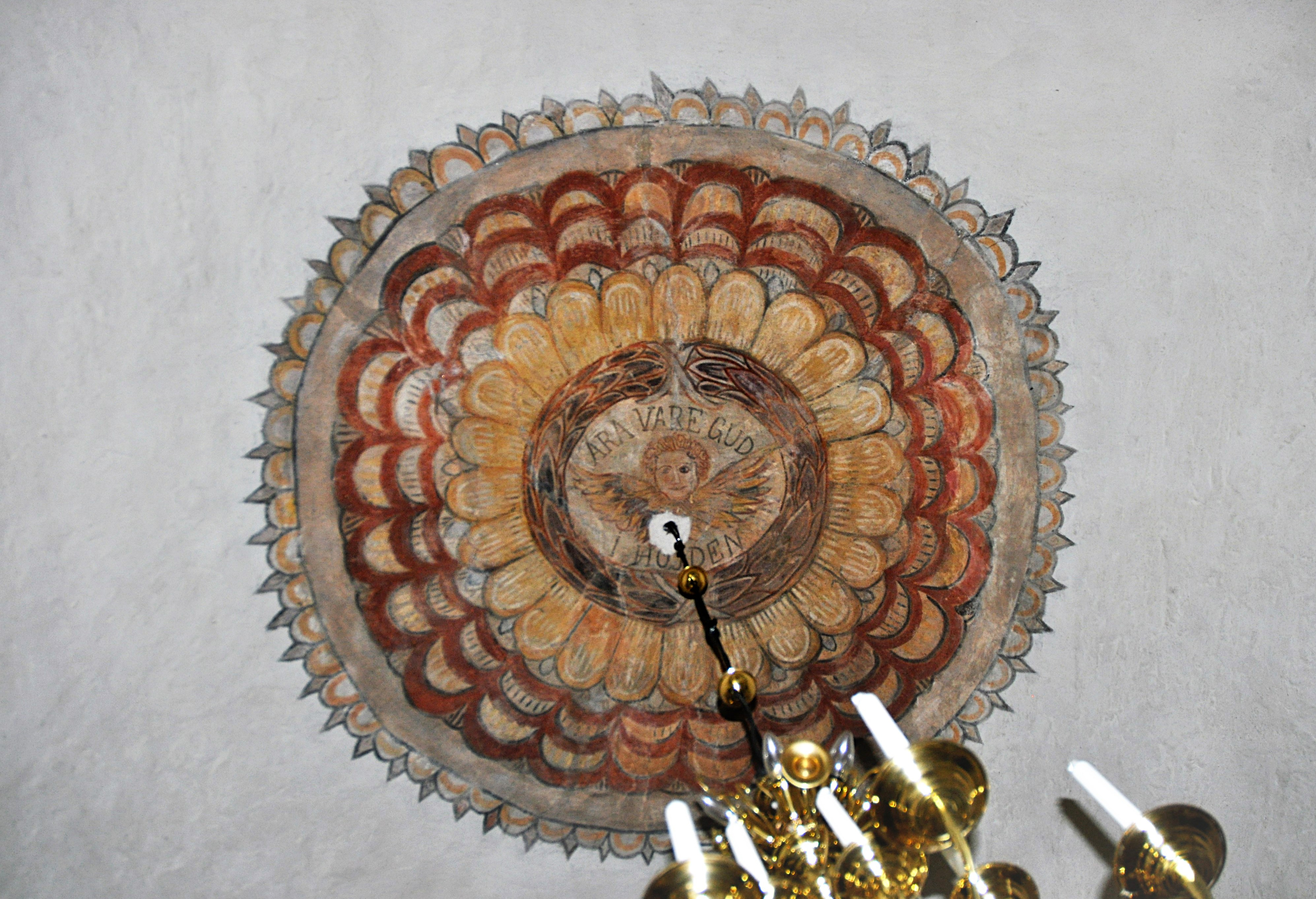
Takmålning i koret